# Поповский (Волгоградская область)
Поповский — хутор в Новоаннинском районе Волгоградской области России. Входит в состав Берёзовского сельского поселения. Население 96 человек (2010).

## География
Расположен в северо-западной части области, на р. Паника.
Уличная сеть состоит из трёх географических объектов: ул. Заречная, ул. Молодёжная, ул. Центральная.
Абсолютная высота 86 метров над уровнем моря
.

## Население
| 2010 |
| ---- |
| 96   |

Гендерный состав
По данным Всероссийской переписи населения 2010 года в гендерной структуре населения из 96 человек мужчин — 47, женщин — 49 (49,0 и 51,0 и % соответственно).
Национальный состав
Согласно результатам переписи 2002 года, в национальной структуре населения
русские составляли 95 % из общей численности населения в 111 человек

## Инфраструктура
Развитое сельское хозяйство. Личное подсобное хозяйство.

## Транспорт
Просёлочные дороги.